# SWB Media Entertainment
SWB Media Entertainment ist ein Medienhaus in Waiblingen.
Gegründet wurde der Verlag im Februar 2002 in Stuttgart ursprünglich als Kunstverlag von Gerd Schweikert und Jürgen Wagner. 2007 übernahm Jürgen Wagner den Verlag und führt diesen bis heute als eigenständiges Verlagshaus.
Das Verlagsprogramm umfasst heute etwa 300 verschiedene Titel von mehr als 50 Autoren.
Zu SWB Media gehören die Buchsparte Südwestbuch, ein auf Spannungsliteratur, Thriller mit realem Bezug und Kriminalromane mit Lokalkolorit spezialisierter Verlag.
Ebenso gehören die SWB Media Services zum Verlag, ein Mediendienstleister für die Herstellung sämtlicher Print- und Mediendienstleistungen, wie Book-on-Demand, E-Books, Covergestaltung, PDF-Erstellung, Radiospots oder Self-Publishing-Service, für freie Autoren, Agenturen und Verlage.